# Dactylispa higoniae
Dactylispa higoniae là một loài bọ cánh cứng trong họ Chrysomelidae. Loài này được Lewis miêu tả khoa học năm 1896.